# Thetis (planetoïde)
(17) Thetis is een planetoïde in de belangrijkste planetoïdengorde van het zonnestelsel, tussen de banen van de planeten Mars en Jupiter. Thetis heeft een diameter van ongeveer 85 km en beweegt in een ellipsvormige baan, op gemiddeld ongeveer 2,47 astronomische eenheden afstand van de zon. Ze doet ongeveer 3,88 jaar over een omloop rond de zon. Vanaf de aarde gezien kan Thetis een schijnbare helderheid van hooguit +9,89 bereiken: ze is alleen door grotere amateurtelescopen zichtbaar.

## Ontdekking en naam
Thetis werd op 17 april 1852 ontdekt door de Duitse sterrenkundige Robert Luther. Luther ontdekte in totaal vierentwintig planetoïden, waarvan Thetis de eerste was. De planetoïde werd genoemd naar de zeenimf Thetis, in de Griekse mythologie een van de nereïden en de moeder van de held Achilles.

## Eigenschappen
Thetis is een S-type planetoïde, wat betekent dat ze een helder oppervlak heeft dat grotendeels bestaat uit silicaten en nikkelijzer. De planetoïde draait in 12,266 uur om haar as. Uit door planetoïden (4) Vesta en (11) Parthenope veroorzaakte verstoringen in de baan van Thetis is berekend dat ze een massa van 1,2 x 1018 moet hebben.